# Gouttière (coutellerie)
Pour les articles homonymes, voir Gouttière.
 (janvier 2024).
Si vous disposez d'ouvrages ou d'articles de référence ou si vous connaissez des sites web de qualité traitant du thème abordé ici, merci de compléter l'article en donnant les références utiles à sa vérifiabilité et en les liant à la section « Notes et références ».

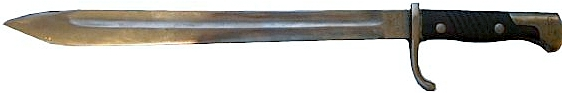
Gouttière sur une lame de baïonnette.

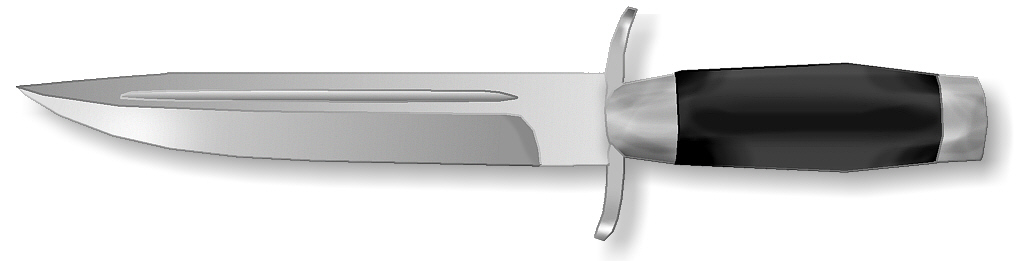
Couteau de combat soviétique muni d'une gouttière.

La gouttière est une partie creusée d’une arme, d'une épée par exemple. C'est un moyen de réduire le poids d’une arme sans affecter significativement sa résistance, de la même manière que la répartition de la matière est optimisée sur les IPN.
Selon certains, elle permettrait également, lorsque l'arme est utilisée à des fins guerrières, en coup d'estoc, de favoriser l'écoulement du sang et de retirer l'arme plus facilement, en évitant un effet de « ventouse » avec la plaie. Mais l'existence de cet effet n'est pas réellement prouvée, d'autant qu'il n'est malgré tout pas si commun d'avoir l'occasion d'y être confronté. On pourrait toutefois, toute mesure gardée, rapprocher l'utilité de la gouttière, selon cet aspect-là, de celle des alvéoles sur certains couteaux à jambon, à saumon, ou les filets-de-sole.
Il paraît probable que sur les armes historiques les considérations esthétiques et mécaniques (poids, rigidité et résistance) ont primé cet hypothétique « effet ventouse », de très nombreuses épées utilisées exclusivement de taille (leur pointe étant trop ronde pour l'estoc) ayant pourtant d'importantes gouttières (notamment de l'époque mérovingienne au VIIIe siècle), puis plus tard de très nombreux sabres trop courbes pour pratiquer une escrime d'estoc efficace (aux XVIIIe et XIXe siècles).
Sur un katana, la gouttière est nommée « bohi ».